# Sélune
Sélune – rzeka we Francji, przepływająca przez teren departamentu Manche, o długości 84,7 km. Uchodzi do kanału La Manche.